# Max Adler (Politiker, 1867)
Max Albin Adler (* 16. Juni 1867 in Döbeln; † 4. Oktober 1940) war ein deutscher Politiker (DNVP) und Mitglied des Sächsischen Volkskammer.

## Leben und Wirken
Er besuchte die sächsischen Fürstenschule St. Afra in Meißen und studierte danach von 1887 bis 1893 Rechtswissenschaft an der Universität Leipzig. Im Anschluss war er als Redakteur am Leipziger Intelligenzblatt tätig, wo er sich auch schriftstellerisch und als Lyriker untert dem Pseudonym Max Relda betätigte. Am 23. Juni 1920 trat er für die Deutschnationale Volkspartei in die Sächsische Volkskammer ein. Zu diesem Zeitpunkt war er als Rechtsanwalt in Döbeln tätig. Danach kandidierte er nicht mehr für den Sächsischen Landtag, sondern widmete sich der Lokalpolitik in Döbeln, wo er als Gemeindevorsteher und Stadtrat wirkte. Beruflich war er zum Justizrat ernannt worden. Er trat als Politiker tatkräftig für den Rathausneubau und das Feuerbestattungswesen in Döbeln ein, das zur Errichtung eines Krematoriums führte. Als Vorsitzender des Döbelner Verkehrsvereins trat er weit über die Grenzen der Stadt als Tourismusmanager in Erscheinung. Er regte beispielsweise den Bau einer neuen Fernverkehrsstraße von Chemnitz über Frankenberg/Sachsen, Hainichen, Döbeln, Ostrau, Riesa und Elsterwerda nach Berlin an, deren Bauausführung nach seinen Plänen durch den Ausbruch des Zweiten Weltkrieges verhindert wurde. Daneben war er mehrere Jahre Erster Bundesvorsitzender des Sängerbundes Saxonia, Vorsitzender der Ortsgruppe Döbeln des Alldeutschen Verbandes und Mitglied des Deutschen Alpenvereins.